# Vakuumentwässerung

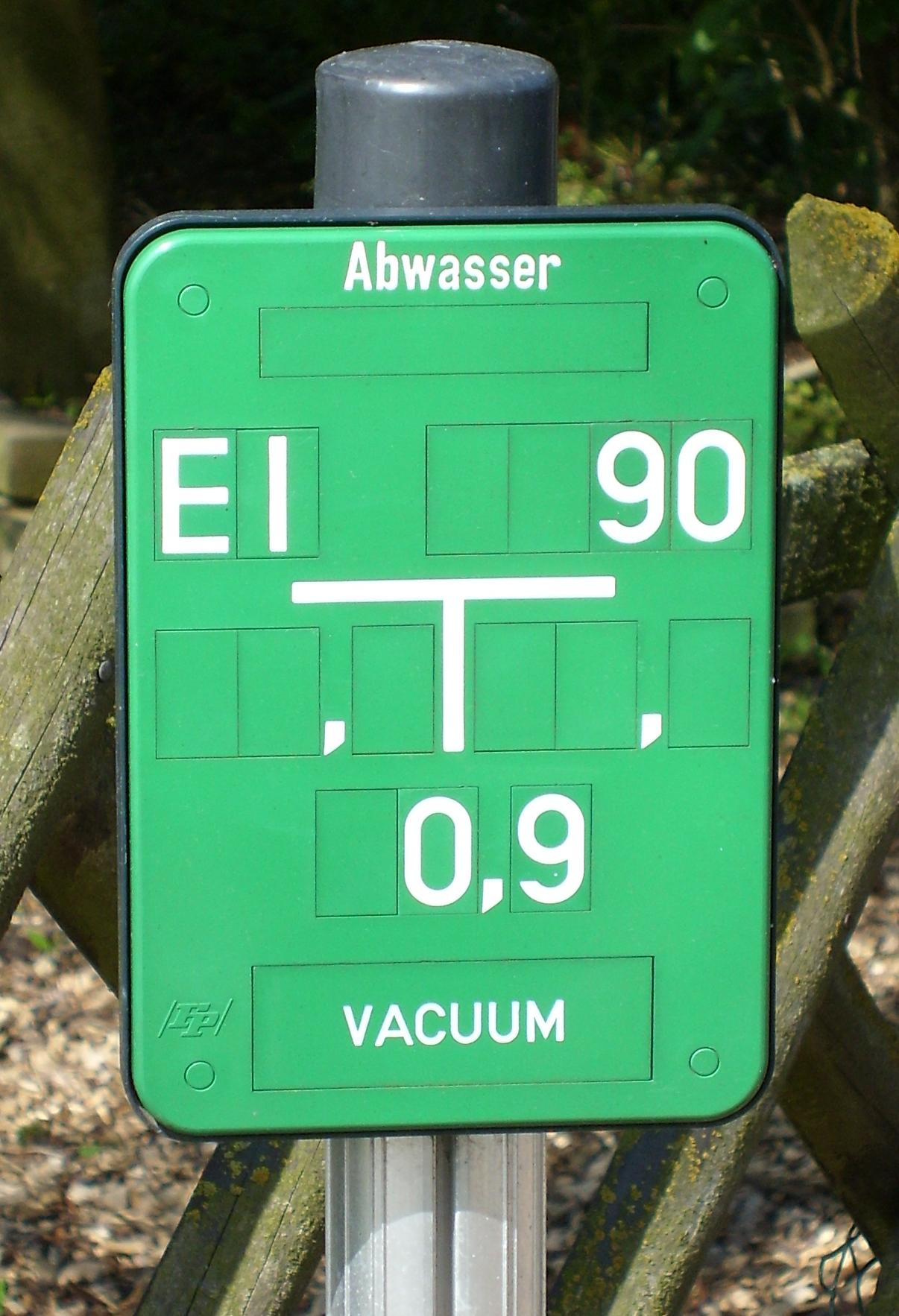
Hinweisschild auf Vakuumentwässerung

Vakuumentwässerung (technisch richtig: Unterdruckentwässerung) bezeichnet ein Entwässerungsverfahren, bei dem Abwasser mit Hilfe von Unterdruck von den Hausanschlüssen (oder einzelnen Entwässerungsgegenständen) abgesaugt wird.

## Geschichte
Dem Niederländer Charles T. Liernur wurde bereits 1870 ein preußisches Patent für die „Unterdruckentwässerung“ erteilt und in mehreren Städten eingesetzt (z. B. 1892 in der Pariser Vorstadt Levallois-Perret), geriet jedoch in Vergessenheit. Es galt als unzuverlässig, da die Pumpstationen und die Art der Rohrverlegung noch nicht ausgereift waren. 
Heute gilt das Verfahren mit ca. 1000 Installationen verschiedener Hersteller allein in Deutschland als zuverlässig.

## Funktion
In einer zentral angeordneten Unterdruckstation befindet sich ein Unterdruckbehälter, in den das Schmutzwasser von den angeschlossenen Gebäuden über Unterdruckleitungen gelangt. Eine Vakuumpumpe hält im Unterdruckbehälter einen Unterdruck in einem Bereich von z. B. −0,6 bis −0,7 bar gegenüber der Atmosphäre aufrecht. Aus dem Unterdruckbehälter fördert eine Abwasserpumpe das Schmutzwasser zu einer Kläranlage. Über die an die Behälter angeschlossenen Unterdruckleitungen wirkt der Unterdruck bis zu den Hausanschlussschächten und steht dort mit mindestens −0,15 bar unter dem atmosphärischen Druck an. Wenn sich im Hausanschlussschacht eine bestimmte Schmutzwassermenge angesammelt hat, öffnet ein Sensor über eine Steuereinheit das Absaugventil, um das Schmutzwasser abzusaugen. Wenn der Sensor, die Steuereinheit und das Absaugventil pneumatisch arbeiten, ist keine Stromversorgung erforderlich. Nach oder zugleich mit dem Schmutzwasser wird das 2- bis 15-fache Luftvolumen eingesaugt; das Luft/Wasser-Verhältnis ist an der Steuereinheit einstellbar. Die Vakuumleitungen werden mit systematisch angeordneten Hoch- und Tiefpunkten eingebaut. An den Tiefpunkten sammelt sich das Schmutzwasser und wird durch nachströmende Luft über den nächstfolgenden Hochpunkt geschoben. Es handelt sich um ein mit der Rohrpost vergleichbares System. Ein Unterdruckentwässerungssystem kann Schmutzwasser um bis zu 4–5 m heben, in Sonderfällen sogar noch höher.

## Vorteile
Ein Gefälle in der Abwasserleitung ist nicht erforderlich. Das Schmutzwasser kann über (geringe) Höhensprünge transportiert werden. Auch tief liegende Häuser können angeschlossen werden. Besonders geeignet ist das System deshalb für flaches Gelände, hohen Grundwasserstand oder schwierige Bodenverhältnisse (z. B. felsiger Boden).
Die Unterdruckleitungen haben einen wesentlich geringeren Durchmesser als Leitungen zur Freigefällentwässerung. Sie werden in geringer, dem Geländeprofil angepasster Tiefe verlegt. Auch ein grabenloser Einbau ist mit Einschränkungen möglich. Die Baukosten sind wesentlich geringer.
Aus Unterdruckleitungen kann, auch bei Leckagen, kein Schmutzwasser austreten. Leckagen sind einfach feststellbar und genau lokalisierbar. Deshalb ist das System für Wasserschutzgebiete besonders geeignet. Unterdruckleitungen dürfen deshalb auch mit Trinkwasserleitungen in einem gemeinsamen Graben verlegt werden.
Das System ist auch für die Stoffstromtrennung besonders geeignet. Es ist in der Lage, Schwarz- und Braunwasser zu fördern. Es ermöglicht den direkten Anschluss von Unterdrucktoiletten und -Urinalen.

## Einsatzbereiche
Ein konventionelles Freigefällesystem erfordert bei mangelndem Geländegefälle einen tiefen Einbau sowie ggf. Pumpwerke und ist deshalb teuer. Ein Druckentwässerungssystem mit einer Vielzahl von Pumpen erfordert eine lokale Stromversorgung und ist für größere Systeme sehr teuer. Bei flachem Gelände oder hohem Grundwasserspiegel und beim Anschluss von mehr als 25 – 50 Häusern kann das Unterdrucksystem wirtschaftlicher sein.
Im Kostenvergleich der Bund/Länder-Arbeitsgemeinschaft Wasser (Lawa) werden bereits Projekte ab 5 Hausanschlüssen als wirtschaftlich realisierbar erachtet.
Die Unterdruckentwässerung wird seit Jahrzehnten dezentral für Vakuumtoiletten in Schiffen, Flugzeugen und Zügen eingesetzt, weil sie unabhängig von inneren und äußeren Druckverhältnissen funktioniert. Vakuumtoiletten benötigen weniger Spülwasser als herkömmliche WCs. 
Unterdruckentwässerung außerhalb von Gebäuden
- oberflächennahe Verlegung der Rohrleitungen
- gefälleunabhängig und flexibel in der Leitungsführung
- keine Ablagerungen durch hohe Transportgeschwindigkeiten im Rohrleitungsnetz
- stabil auch bei schwankenden Abwassermengen (saisonaler Betrieb)
- sohlgleiche Verlegung in einem Graben auch gemeinsam mit Trinkwasser und weiteren Stoffströmen
- Hausanschlussschächte benötigen keine elektrische Energieversorgung
- Exfiltrationssicher -einsetzbar in Trinkwasserschutzgebieten ohne doppelte Rohrwandung
- einfaches Aufteilen in Bauabschnitte und Erweiterungsmöglichkeiten
- Einsatzmöglichkeiten in Hochwasserbereichen und Überflutungsgebieten
- keine Trennung von Feststoff und Wasser im Steilgefälle
- Einfache Auftrennung in Stoffströme (z. B. grau- und schwarz Wasser)
- Rohre mit geringer Nennweite
- Adaptionsmöglichkeit an Vakuumsanitäranlagen und Marinas

Unterdruckentwässerung für Siedlungen
- Kostengünstiger Anschluss von Siedlungen mit geringer Bebauungsdichte.[4]
- geringe Einbautiefe und schmale Gräben; deshalb auch für sensible Verhältnisse geeignet (z. B. denkmalgeschützte Altstädte)
- Minimierung der Verkehrsbeeinträchtigung
- Strecken ohne Seitenanschlüsse können auch in grabenloser Bauweise (z. B. mittels gesteuertem Horizontalspülbohrverfahren) verlegt werden

Leckage im Rohrleitungsnetz
Eine Leckage wird durch erhöhte Laufzeit der Vakuumpumpen und im Extremfall durch den Zusammenbruch des Unterdruckes im Unterdruckbehälter schnell erkannt.
Wenn im Unterdrucksystem systematisch Inspektionsrohre eingebaut sind, können Leckagen festgestellt und mit einfachem Gerät (aufblasbarer Absperrball) schnell und genau lokalisiert werden. Wenn Inspektionsrohre im Abstand von ca. 100 Meter und Absperrschieber im Abstand von maximal 450 m (laut DWA116-1) eingebaut werden, können Teilstränge des Rohrleitungsnetzes abgetrennt werden.
Das System bleibt intakt und betriebsbereit. Eine Reparatur kann mit kurzen Reaktionszeiten im laufenden Betrieb erfolgen. Beim Freigefälle- oder Druckentwässerungssystem können Leckagen im Rohrleitungsnetz nur mit großem Aufwand festgestellt und repariert werden. Dauerhaft unbemerkte Exfiltration führt zur Verschmutzung des Grundwassers.
Überwachungssysteme
Sicher vor Fremdwasser:
Die Ventilauslösungen können mechanisch über ein Zählwerk gezählt, oder über intelligente Überwachungssysteme zur zentralen Vakuumstation bzw. Leitstelle übertragen werden. 
Somit kann die eingeleitete Menge an Abwasser in das Verhältnis untereinander gesetzt werden, sowie bei Regen oder hohem Grundwasserpegel  die illegalen Einleiter aufgefunden werden.
Hausanschlussschächte - lokalisieren von Problemen:
Die Ventilstellung und der Füllstand des Stauraumes werden durch intelligente Überwachungssysteme positionsgenau an die Vakuumstation bzw. Leitstelle übertragen.
Somit wird das Betreiben von Vakuumsystemen wesentlich vereinfacht. Aktuelle Vakuumanlagen werden weitestgehend mit diesen Überwachungsmöglichkeiten realisiert. Bestandsanlagen können nachgerüstet werden.
Automatische Fehlerbehebung:
In aktuellen Vakuumsystemen werden neben den Überwachungsfunktionen auch steuerungstechnische Lösungen mit eingebracht. So werden die Ventile automatisch ausgelöst, um gezielt Luft in das System einzubringen oder Störungen am Ventil automatisch zu beseitigen. Vordergründig ist dabei, dass die pneumatische Auslösung der Ventile auch ohne elektrische Verbindungsleitungen funktioniert und somit die Funktionssicherheit maximiert wird.

## Normen und Literatur
- EN 16932-3 Unterdruckentwässerungssysteme (April 2018)
- EN 1091 (zurückgezogen)
- DWA-A 120-3 (Dezember 2022), Gemeinschaftspublikation mit DIN EN 16932-3
- DWA-A 116-1 (also known as ATV-DVWK-A 116, Part 1) (zurückgezogen 12/2022)
- WEF (Water Environment Federation) Alternative Sewer Systems (Second Edition - 2008)
- WSA 07 (Australian Code)
- AS 4310 - 2004 (Australian Vacuum Interface Valve Standard)

- Jörg Lange / Ralf Otterpohl: Abwasser. Handbuch zu einer zukunftsfähigen Wasserwirtschaft. Donaueschingen 2000 (2. Aufl.) ISBN 3-9803502-1-5